# Lažni prijatelji
Lažni prijatelji riječi su istog ili sličnog izraza u dva ili više jezika, a različitog značenja. Tako se zovu jer mogu zavarati učenike stranog jezika i prevoditelje, refleksno ih navodeći na krivo shvaćanje strane riječi.
Naziv su prvi upotrijebili Maxime Kœssler i Jules Derocquigny u svojem djelu Les faux amis ou les trahisons du vocabulaire anglais: Conseils aux traducteurs (Lažni prijatelji ili zamke engleskog vokabulara: Savjeti za prevoditelje, 1928.).
Navedeni lažni prijatelji raspoređeni su prema modelu: prvo se navodi značenje koje bi se pretpostavilo temeljem sličnosti s hrvatskom riječi, u zagradama je izvorna riječ, i konačno daje se ispravno značenje izvorne riječi (različita značenja iste riječi odvojena su točkom i zarezom).

## Hrvatsko-ruski lažni prijatelji
- bajka (ба́йка) = flanel; bajka
- banka (ба́нка) = kutija
- bistar (бы́стрый) = brz
- bježati (бе́гать) = trčati, bježati
- bolje (бо́лее) = više
- bor (бор) = borik
- brak (брак) = ološ
- braniti (брани́ть) = grditi
- bukva (бу́ква) = slovo
- deva (де́ва) = djeva
- grob (гроб) = lijes
- grudast (груда́стая) = s velikim grudima
- hlad (хо́лод) = hladnoća
- iskustvo (иску́сство) = umjetnost
- jagoda (я́года) = boba, bobica; jagoda
- korica (кори́ца) = cimet
- kovčeg (ковче́г) = lađa
- kuća (ку́ча) = hrpa
- lijen (лень) = lijenost
- lula (лю́лька) = kolijevka
- ljekarstvo (лека́рство) = lijek
- magazin (магази́н) = trgovina
- majka (ма́йка) = majica
- meč (меч) = mač
- mir (мир) = svijet; mir
- mraz (мразь) = gad, ološ
- muka (мука́) = brašno (s drukčijim naglaskom: му́ка = muka)
- nagao (на́глый) = bezobrazan
- nalog (нало́г) = porez
- obraz (о́браз) = oblik, izgled; svetačka ikona
- olovo (о́лово) = kositar
- pamet (па́мять) = pamćenje
- palac (па́лец) = prst
- para (па́ра) = nekoliko
- pisati (писа́ть) = pisati; slikati (s drukčijim naglaskom: пи́сать = mokriti)
- ponos (поно́с) = proljev
- pozor (позо́р) = sramota
- prikazati (приказа́ть) = narediti
- proljev (проли́в) = tjesnac
- propast (про́пасть) = provalija (s drukčijim naglaskom: пропа́сть = propasti)
- povijest (по́весть) = pripovijest
- puška (пу́шка) = top
- revnost (ре́вность) = ljubomora; revnost
- riječ (речь) = govor
- rok (рок) = sudbina
- rodbina (ро́дина) = domovina
- rugati se (руга́ть) = grditi, kuditi
- sad (сад) = vrt
- sklad (склад) = skladište
- slovo (сло́во) = riječ
- stolica (столи́ца) = glavni grad
- strana (страна́) = zemlja
- studeni (сту́день) = hladetina
- sutra (с утра́) = ujutro
- štuka (шту́ка) = komad
- trudan (тру́дный) = težak
- tuča (ту́ча) = kišni oblak
- ustati (уста́ть) = osjećati umor, umoriti se
- vinograd (виногра́д) = vinova loza, grožđe
- vješt (вещь) = stvar
- vrač (врач) = liječnik
- vrag (враг) = neprijatelj
- vrijedan (вре́дный) = štetan
- zahod (захо́д) = zalazak
- zavod (заво́д) = tvornica
- život (живо́т) = trbuh

## Hrvatsko-poljski lažni prijatelji
- banka (bańka) = kantica
- bjelina (bielizna) = rublje
- brak (brak) = nedostatak, manjak, pomanjkanje
- dinja (dynia) = tikva
- divan (dywan) = sag
- doba (doba) = 24 sata
- dodatni (dodatni) = pozitivan, potvrdan
- droga (droga) = cesta, put
- dvorac (dworzec) = kolodvor
- godina (godzina) = sat
- jagoda (jagoda) = boba, bobica
- jutro (jutro) = sutra
- listopad (listopad) = studeni
- obraz (obraz) = slika
- puška (puszka) = kutija
- rano (rano) = ujutro
- srpanj (sierpień) = kolovoz
- sklad (skład) = skladište
- slovo (słowo) = riječ
- stolica (stolica) = glavni grad
- štuka (sztuka) = umjetnost; komad, primjerak
- tuča (tęcza) = duga
- trudan (trudny) = težak
- vrag (wróg) = neprijatelj
- vrijedan (wredny) = uvredljiv, opak, zao, bezobrazan, pokvaren, podao
- zahod (zachód) = zapad
- zavod (zawód) = zanimanje
- žito (żyto) = raž
- živica (żywica) = smola